# Otruševec
Otruševec – wieś w Chorwacji, w żupanii zagrzebskiej, w mieście Samobor. W 2011 roku liczyła 303 mieszkańców.